# Acacia sphacelata
Acacia sphacelata é uma espécie de leguminosa do gênero Acacia, pertencente à família Fabaceae.